# Sawahlunto
Sawahlunto je město v Západní Sumatře v Indonésii, 90 km od Padangu. Město se nachází v úzkém údolí podél pohoří Barisanského pohoří. Založeno bylo v roce 1882 Nizozemci společně se zřízením uhelných dolů Ombilin v okolí města. Je známé jako jedno z nejstarších míst těžby uhlí v jihovýchodní Asii. Největšího rozmachu dosahovala těžba uhlí v pozdním 19. století a na začátku 20. století. Stavby ve městě spojené s totou činností, samotný důl Ombilin ale i části železnici spojující důl s přístavem v Padangu byly v roce 2019 zapsány na seznam světového kulturního dědictví UNESCO.